# Austin Smith
Austin Smith (Kaapstad, 20 mei 1985) is een hockeyspeler met de Zuid-Afrikaanse nationaliteit. Hij is een middenvelder met de strafcornerspecialiteit.
In clubverband speelde Smith in Engeland bij Reading HC. Vanaf de zomer van 2009 speelt Smith in Nederland in de Hoofdklasse voor HC Den Bosch. Hij maakt daarnaast deel uit van de Zuid-Afrikaanse hockeyploeg. Met deze ploeg deed hij mee aan de Olympische Spelen van 2008 en 2012.